# HMS Queen Mary
Корабль Его Величества «Куин Мэри» (англ. HMS Queen Mary) — линейный крейсер Королевского военно-морского флота Великобритании времён Первой мировой войны. Назван в честь королевы Марии, супруги короля Георга V (англ. King George V).
Планировался как третий корабль типа «Лайон», но, из-за внесённых в конструкцию значительных изменений, рядом специалистов выделяется в отдельный тип. Башни 343-мм орудий были приспособлены для использования более тяжёлых 635-кг снарядов. Проектное водоизмещение возросло на 650 тонн, и для сохранения той же скорости, что и у «Лайона», мощность силовой установки была увеличена на 5000 л. с. Также были произведены незначительные изменения в схеме бронирования.
Принял участие в бою в Гельголандской бухте. Из-за ремонта пропустил сражение у Доггер-банки. Потоплен огнём германских линейных крейсеров «Дерфлингер» и «Зейдлиц» 31 мая 1916 года в ходе Ютландского сражения.

## История создания
Линейный крейсер программы 1910—1911 года первоначально планировался как третий корабль типа «Лайон». Однако, так как в проект был внесён ряд усовершенствований, он выделен в отдельный тип. Формально являлся крейсерским эквивалентом линкоров «Кинг Джордж V». По сравнению с «Лайоном», водоизмещение было увеличено до 27 000 т, и, чтобы сохранить осадку на прежнем уровне, ширина корпуса была увеличена на 152 мм (6 дюймов). Чтобы сохранить проектную скорость в 28 узлов, мощность механизмов была увеличена с 70 000 до 75 000 л. с. Были проведены также небольшие изменения в схеме бронирования, наиболее существенными из которых стали бронирование палубы полубака по всей длине и защита носовой батареи противоминных орудий 76-мм бронёй. Также была несколько изменена форма носовой надстройки.
В феврале 1911 года было принято решение использовать тяжёлые 635-кг снаряды в 343-мм орудиях, что привело к уменьшению запаса водоизмещения на 52 т. В процессе постройки в проект был также внесён ряд изменений. В мае 1911 года было решено защитить кормовую боевую рубку 203-мм бронёй, что сократило запас водоизмещения ещё на 20 тонн. Остаток запаса водоизмещения был в апреле 1912 года использован на установку третьего насоса в гидравлическую систему привода башен главного калибра. В декабре 1911 года были проанализированы проблемы, возникшие на «Колоссусе», «Геркулесе» и «Орионе» из-за задымления боевого поста на фок-мачте установленной перед ним дымовой трубой. На «Куин Мэри» было решено изменить их взаимное расположение. Как и в последующем на «Лайоне», мачта была вынесена перед носовой дымовой трубой.
|                                      | «Лайон» (проект, 7 июня 1909) | «Куин Мэри» (проект, 1910) | «Куин Мэри» (на момент постройки) |
| ------------------------------------ | ----------------------------- | -------------------------- | --------------------------------- |
| Длина наибольшая, м                  | 213,36                        | 213,36                     | 213,38                            |
| Длина между перпендикулярами, м      | 201,168                       | 201,168                    | 201,17                            |
| Ширина наибольшая, м                 | 26,97                         | 27,13                      | 27,14                             |
| Осадка средняя, м                    | 8,53                          | 8,53                       | 8,42                              |
| Водоизмещение нормальное, т          | 26 350                        | 27 000                     | 26 770                            |
| Номинальная мощность СУ, л. с.       | 70 000                        | 75 000                     |                                   |
| Проектная максимальная скорость, уз. | 28                            | 28                         |                                   |
| Экипаж, человек                      | 920                           | 999                        |                                   |
| Статьи весовой нагрузки, т           |                               |                            |                                   |
| Оборудование                         | 760                           | 805                        |                                   |
| Вооружение                           | 3260                          | 3295                       |                                   |
| Силовая установка                    | 5840                          | 5460                       |                                   |
| Запас угля                           | 1000                          | 1000                       |                                   |
| Броня                                | 5930                          | 6575                       |                                   |
| Корпус                               | 9460                          | 9765                       |                                   |
| Запас водоизмещения                  | 100                           | 100                        |                                   |
| ИТОГО                                | 26 350                        | 27 000                     |                                   |

## Конструкция

### Корпус
Проектное нормальное водоизмещение «Куин Мэри» составляло 27 000 т, на 650 т больше, чем у «Лайона». Фактическое нормальное водоизмещение было 26 770 т при средней осадке 8,42 м, полное водоизмещение составило 31 650 т при средней осадке 9,65 м. Длина между перпендикулярами 201,2 м, по ватерлинии 212,9 м, наибольшая — 214,4 м за счёт кормового балкона. Длина по корпусу такая же, как у «Лайона», — 213,38 м. Ширина корпуса 27 м, наибольшая — 27,14 м, отношение длины к ширине — 7,9. Высота надводного борта при проектном водоизмещении в носовой оконечности составила 9,14 м, на миделе 7,62 м и 5,79 м в кормовой оконечности. При проектном водоизмещении увеличению осадки на 1 см соответствовало увеличение водоизмещения на 39 тонн.
Расчётная метацентрическая высота при проектном нормальном водоизмещении составляла 1,44 м. Фактически при нормальном водоизмещении она составила 1,52 м, в полном грузу без нефти 1,55 м, с нефтью — 1,81 м. В отличие от овальной средней трубы на «Лайоне», на «Куин Мэри» она была круглой. На «Куин Мэри» изначально были установлены противоторпедные сети, сохранявшиеся до момента гибели в 1916 году.
Крейсер был оснащён шестнадцатью боевыми прожекторами диаметром 610 мм. Прожектора располагались попарно. На носовой надстройке находились две пары на крыльях среднего мостика и две пары на крыльях нижнего. Остальные четыре пары размещались на защищённых козырьками от дульного пламени кронштейнах перед кормовой дымовой трубой.
Морские офицеры были очень недовольны практикой размещения офицерских кают в носовой части корабля, которая началась с «Дредноута» и «Инвинсибла». И на «Куин Мэри» вернулись к старой схеме. Каюты офицеров и кают-компания были расположены в корме. Также на корме был оборудован прогулочный балкон. Каюты старшин и рядового состава расположили в носовой части. По проекту экипаж насчитывал 999 человек. В Ютландском бою экипаж насчитывал 1278 человек, в том числе 60 офицеров.

### Вооружение
Главный калибр состоял из восьми 45-калиберных 343-мм орудий Mk.V. Они располагались по диаметральной плоскости в четырёх двухорудийных башнях. Первые две башни располагались в носу по линейно-возвышенной схеме и традиционно для британского флота обозначались как «A» и «B». Расположенная между надстройками в средней части корпуса башня имела обозначение «Q», а кормовая — «Y».
Ствол орудия Mk.V со скреплением проволокой. В отличие от «Лайона», механизмы подачи были приспособлены для работы с тяжёлыми 636-кг снарядами (на «Лайоне» только с облегчёнными 568-кг). Орудие сообщало 636-кг снарядам начальную скорость в 762 м/с. Установки обеспечивали угол возвышения до 20°, что обеспечивало максимальную дальность в 22 000 м (118 каб). У всех башен зарядные погреба размещались над снарядными. Боекомплект по проекту составлял 80 снарядов на ствол, всего 640 снарядов, в военное время он увеличивался до 880 снарядов — по 110 на ствол.
До 1914 года дальность действия башенных прицелов ограничивалась углом возвышения 15°21′. В начале 1916 года, перед Ютландским сражением, были установлены специальные призматические устройства «супервозвышение 6°», позволявшие прицеливаться при максимальном угле возвышения. Дальномер на «Куин Мэри» изначально устанавливался на крыше носовой боевой рубки, что на «Лайоне» было сделано позже. Во время ремонта в начале 1915 года на марсе фок-мачты был установлен пост управления стрельбой центральной наводки.
Противоминный калибр состоял из 16 102-мм 50-калиберных орудий BL.Mk.VII в установках P.VI. Восемь орудий было установлено в бронированном каземате в носовой надстройке, восемь — в кормовой надстройке. Боекомплект составлял по 150 снарядов на ствол. В октябре 1914 года были установлены 76-мм зенитное орудие Mk.I и одна 76-мм зенитная пушка Гочкиса. При постройке на крейсере были установлены четыре 47-мм салютные пушки Гочкиса, которые сняли в начале 1915 года. Торпедное вооружение состояло из двух 533-мм подводных торпедных аппаратов с боекомплектом в 14 торпед.

### Бронирование

Сечение по миделю

Вертикальное бронирование состояло из нижнего главного и верхнего броневых поясов. Главный броневой пояс шириной 3,5 м имел толщину 229 мм и длину в 116 м, располагаясь от носовой боевой рубки до внутренней стороны барбета башни «Y». Верхний край пояса шёл по главной палубе, на высоте в 2,59 м над ватерлинией при нормальном водоизмещении. Нижний край уходил под воду на 0,91 м. В носовую оконечность он продолжался поясом 152-мм толщины, чуть заходя за середину барбета башни «B», затем сужаясь сначала до 127, а потом до 102 мм, не доходя до форштевня. Его замыкала 102-мм траверзная переборка. У «Лайона» 152-мм пояс был чуть длиннее и заходил вперёд за барбет башни «B». В кормовой оконечности пояс сужался до 127 мм и далее имел толщину 102 мм, заканчиваясь в 22,3 м от ахтерштевня траверзом 102-мм толщины. Верхний пояс имел толщину 152 мм. В носу он продолжался поясом сначала 127-мм, а потом 102-мм толщины. В корме он продолжался 127-мм плитами, заканчиваясь 102-мм поясом и траверзом 102-мм толщины. В отличие от «Лайона», верхний пояс заканчивался несколько раньше, чем нижний, поэтому в этом месте траверзы образовывали уступ.
Если на «Лайоне» носовая батарея противоминных орудий была не защищена, то на «Куин Мэри» её защитили спереди 51-мм щитами, с боков 76-мм плитами и сверху 25-мм крышей. Кормовая батарея бронирования не имела. Передняя боевая рубка имела не овальную, а круглую форму. Толщины её бронирования остались теми же — стенки 254 мм, крыша 76 мм и пол 102 мм. Расположенный сверху рубки колпак поста управления огнём главного калибра имел круговую толщину 76 мм. Коммуникационная труба имела толщину стенок 76 мм. Задняя боевая рубка получила бронирование — стенки имели толщину 152 мм, крыша 76 мм и настил пола 102 мм. Коммуникационная труба имела толщину 102 мм. Кожухи дымовых труб и противоосколочная переборка башни «Q» имели толщину 19 мм.
Как и на «Лайоне», верхняя палуба имела толщину 19—25,4 мм. Однако между барбетами башен «A» и «B» она была увеличена до 51 мм. В отличие от «Лайона», палуба полубака почти по всей длине имела толщину 32 мм. Главная броневая палуба настилалась 25,4-мм броневыми плитами и имела скосы той же толщины. В корме, за барбетом башни «Y», её толщина вместе со скосами увеличилась до 32 мм. В носу и корме она заканчивалась карапасной бронепалубой 63,5-мм толщины.
Лоб и боковые стенки башен главного калибра имели толщину 229 мм, задняя стенка — 203 мм. Наклонная часть крыши была 82-мм толщины, задняя горизонтальная часть — 64-мм. Настил пола в задней части имел толщину 76 мм. Барбеты имели внутренний диаметр 8534 мм. Над палубой они имели толщину 229 мм. Внутренняя смежная часть барбетов башен «A» и «B» и задняя части барбета башни «Y» снижались до 203 мм. Под палубой барбеты имели толщину 203 мм, а ниже главной броневой палубы 76 мм. Погреба боезапаса защищались 38—64-мм экранами.
|  |

### Силовая установка
Силовая установка идентична «Лайону», но с увеличением номинальной мощности до 75 000 л. с., что должно было обеспечивать максимальную скорость в 28 узлов. В семи котельных отделениях (КО) располагались 42 водотрубных котла Ярроу с трубками большого диаметра и рабочим давлением пара 16,5 кгс/см². В каждом отделении находилось по 6 котлов. КО № 1 было расположено поперёк корабля и занимало длину 10,4 м. КО № 2 — 5 шли в две линии по правому и левому бортам, каждое занимало длину 15,8 м. Первая группа котлов, располагавшаяся между башнями «P» и «Q», таким образом, имела длину 42 м. Вторая группа котельных отделений — № 6 и № 7 — располагалась также в две линии за башней «Q» и занимала длину 15,8 м. Каждый котёл оснащался форсунками для впрыска нефти.
За котельными шли два расположенных побортно машинных отделения. Они занимали длину 18,9 метра, и в каждом помещалось по одному комплекту турбин Парсонса. Турбины были с прямым приводом на четыре вала с гребными винтами диаметром 3,7 м. Каждый комплект состоял из турбины высокого и низкого давления переднего и заднего хода. Турбины переднего и заднего хода были объединены на одном вале. Турбины высокого давления приводили во вращение внешние валы, низкого — внутренние. Турбина высокого давления включала в себя ступень турбины крейсерского хода, пар на которую подавался только при движении на крейсерских ходах. Следом за машинными шли два рядом расположенных отделения главных конденсаторов длиной 15,2 м. В них также располагалось вспомогательное оборудование.
Нормальный запас топлива составлял 1000 т угля, максимальный — 3700 т угля и 1170 т нефти. При использовании только угля расчётная дальность плавания составляла 3415 морских миль на скорости 17,4 узла и 1645 на 24,9 узла. При использовании ещё и нефти дальность увеличивалась до 4970 и 2390 миль соответственно.
2 июня 1913 года мерной миле в Полперро, где глубина была всего 44 м, «Куин Мэри» развила форсированную мощность в 83 000 л. с., что при средней частоте вращения в 289 об/мин обеспечило ей максимальную скорость в 28,17 узла. Ожидания, что благодаря большей мощности машин «Куин Мэри» будет обладать большей скоростью по сравнению с «Лайонами», не оправдались, и на практике их скорость была практически одинакова.

## Командиры
- С июля 1913 года — кэптен Уильям Реджинальд Холл (англ. William Reginald Hall)[18].
- С октября 1914 года — кэптен Сесил Ирби Проуз (англ. Cecil Irby Prowse)[18].

## Служба

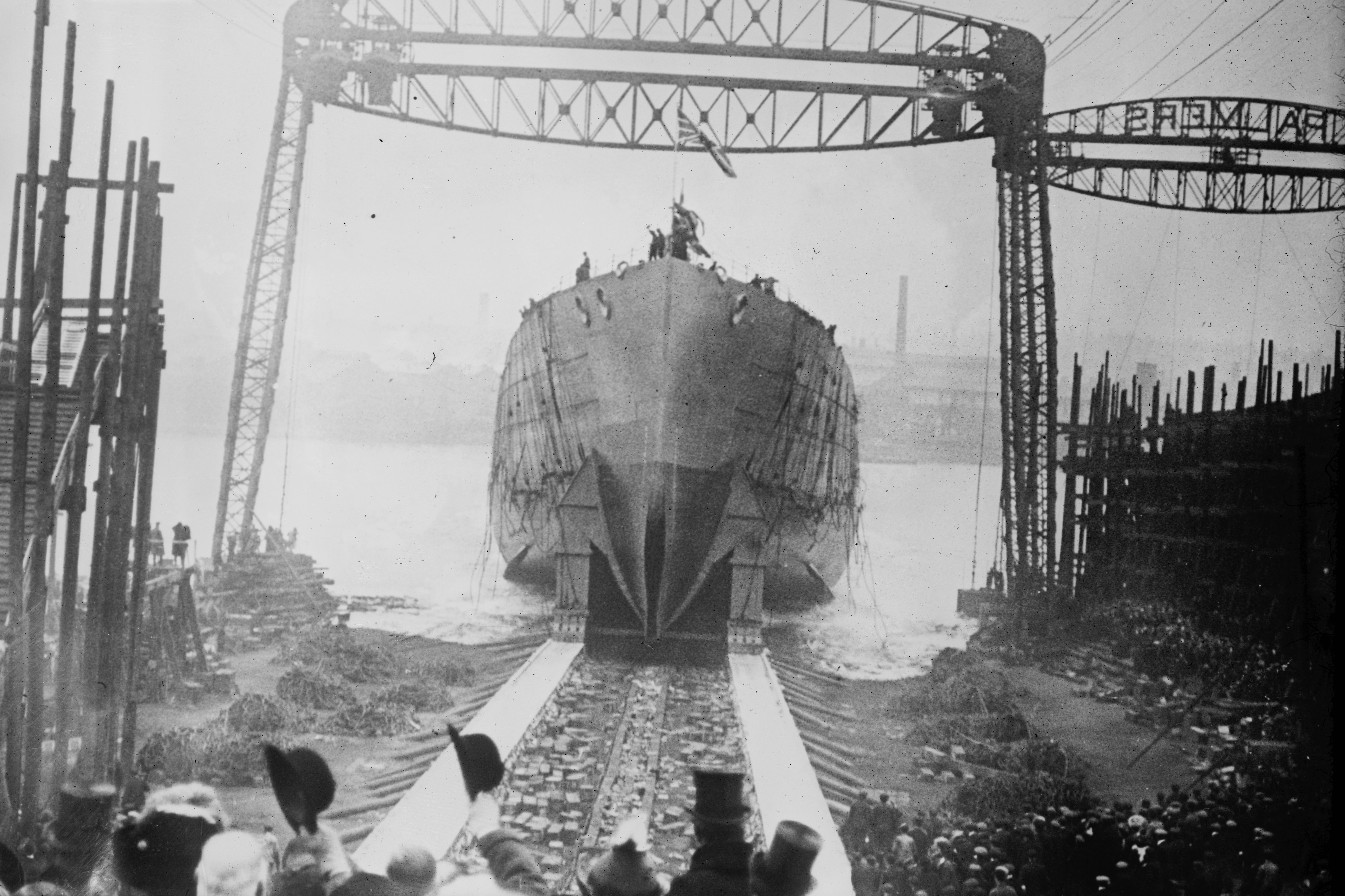
Спуск «Куин Мэри» со стапеля. 20 марта 1912 года

«Куин Мэри» была заложена 6 марта 1911 года на частной верфи «Палмерс Шипбилдинг (англ. Palmers Shipbuilding and Iron Company)» в Джарроу на Тайне. Корабль был назван в честь королевы Марии, супруги Георга V. Производством энергетической установки занималась верфь «Джон Браун» в Клайдбанке. Крейсер был спущен на воду 20 марта 1912 года. Из-за волнений на судоверфи строительство постоянно откладывалось, и крейсер был достроен только к августу 1913 года. Всего постройка длилась 29 месяцев, из них стапельный период занял 12 с половиной месяцев. Стоимость постройки составила 2 078 491 фунт стерлингов (20 785 000 рублей золотом).
К испытаниям крейсер был готов в марте 1913 года, но начались они только в мае. 30 мая 1913 года во время 24-часовых ходовых испытаний средняя мощность составила 56 000 л. с., при этом крейсер развил скорость в 27 узлов. Испытания на максимальную скорость производились на мерной миле в Полперро. 2 июня 1913 года крейсер выполнил восемь пробегов на максимальной мощности. Самым медленным был второй, когда крейсер выдал мощность 76 500 л. с., что при средней частоте вращения гребных валов в 283,5 об/мин обеспечило ему скорость в 27,41 узла. Самым быстрым был седьмой пробег, когда при мощности в 83 350 л. с. и средних оборотах 290,5 об/мин крейсер развил скорость в 28,465 узла.
После окончания испытаний официально был введён в строй в Портсмуте 4 сентября 1913 года и вошёл в состав 1-й эскадры крейсеров под командованием контр-адмирала Битти, державшего свой флаг на линейном крейсере «Лайон». В январе 1914 года эскадра стала называться 1-й эскадрой линейных крейсеров и с августа 1914 года вошла в состав Гранд-Флита.
В составе 1-й эскадры линейных крейсеров «Куин Мэри» приняла участие 28 августа 1914 года в сражении в Гельголандской бухте. В январе — феврале 1915 года крейсер проходил плановый ремонт в Портсмуте, поэтому не принимал участие в бою у Доггер-банки.

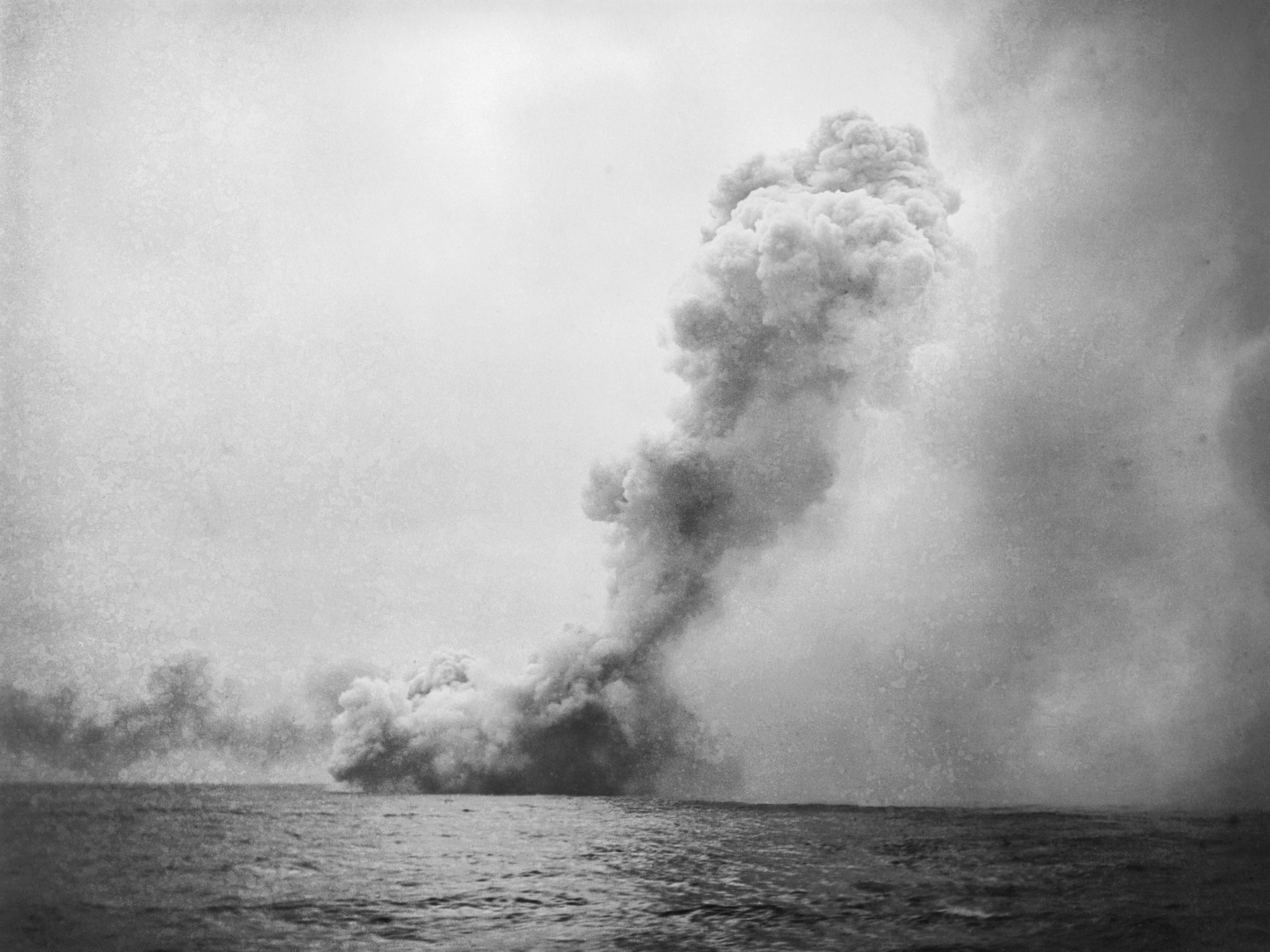
Гибель «Куин Мэри» в Ютландском сражении. 31 мая 1916 года

31 мая 1916 года «Куин Мэри» приняла участие в Ютландском сражении. В начальной фазе боя авангард британского Гранд-Флита под руководством Битти встретился в бою с 1-й разведывательной группой под руководством контр-адмирала Хиппера. Британские силы шли двумя колоннами. Впереди шли линейные крейсера 1-й и 2-й эскадр — «Лайон», «Принцесс Ройал», «Куин Мэри», «Тайгер», «Нью Зиленд» и «Индефатигебл». За ними шла 5-я эскадра линкоров Эван-Томаса — четыре быстроходных линкора типа «Куин Элизабет» — «Бархэм», «Вэлиант», «Уорспайт» и «Малайя». Германские линейные крейсера возглавлял «Лютцов», за ним шли «Дерфлингер», «Зейдлиц», «Мольтке» и «Фон дер Танн».
Из-за ошибки в передаче сигналов 5-я эскадра линкоров запоздала с поворотом, совершённым линейными крейсерами Битти. Британские линейные крейсера шли на скорости порядка 25 узлов, догоняя противника, шедшего на скорости в 21 узел. Линкорам, с их 24 узлами, было тяжело догнать Битти. Поэтому линейные крейсера Битти, нагнав противника, вступили в бой самостоятельно. Крейсера противников шли курсом на юг, британские корабли правее немецких. Первыми открыли огонь германские крейсера около 15:48 (время британское). Буквально через полминуты им ответили британские корабли. При этом британцы опять, как и при Доггер-банке, допустили ошибку в распределении целей. Их было шесть против пяти противников, поэтому «Лайон» и «Принцесс Ройал» обстреливали «Лютцов». «Куин Мэри», шедшая третьей, открыла огонь не по «Дерфлингеру», шедшему вторым, а по «Зейдлицу», шедшему третьим. «Тайгер», шедший четвёртым, обстреливал «Мольтке». Таким образом, второй корабль в германской линии беспрепятственно стрелял по «Принцесс Ройал». В германской линии по «Куин Мэри» стрелял «Зейдлиц».
Условия видимости благоприятствовали немцам — британские корабли находились на светлой половине горизонта, а их стрельбе мешал дым из труб, нагоняемый лёгким северо-западным бризом. Несмотря на это, «Куин Мэри» стреляла достаточно точно. При открытии огня дистанция до «Зейдлица» была порядка 15 500 м. «Куин Мэри» стреляла полузалпами (в залпе по одному орудию из каждой башни) бронебойными 635-кг снарядами.
В 15:55 343-мм снаряд «Куин Мэри» пробил верхний пояс «Зейдлица» перед фок-мачтой и разорвался на 25-мм верхней палубе, проделав в ней пробоину 3 × 3 м. Лёгким конструкциям «Зейдлица» был причинён серьёзный ущерб, началось затопление ряда носовых отсеков. В 15:57 на дистанции порядка 13 200—13 700 м второй снаряд пробил барбет носовой башни «Зейдлица». Осколки брони и снаряда подожгли два заряда в боевом отделении, однако пожар не распространился дальше. Были разрушены механизмы подачи, приводы горизонтальной и вертикальной наводки. Башня вышла из строя.
В 16:02 в результате нескольких попаданий «Фон дер Танна» концевой «Индефатигебл» вывалился из строя и после взрыва боезапаса взлетел на воздух, затонув в течение нескольких минут. Сложное положение британских крейсеров спасло то, что в 16:10 по концевым в германской колонне «Фон дер Танну» и «Мольтке» открыли свой огонь подтянувшиеся линкоры 5-й эскадры. В промежутке между 16:00 и 16:10 снаряд с «Куин Мэри» разорвался в воде вблизи борта «Зейдлица» в районе барбета правой бортовой башни. На протяжении 12 м броня была вдавлена внутрь и началось медленное затопление расположенных за нею отсеков. В 16:17 четвёртый снаряд разорвался в районе 150-мм орудия № 6 на стыке броневых плит верхнего броневого пояса толщиной 230 мм и 200-мм плиты каземата. Осколки проникли внутрь и привели к ряду разрушений. 150-мм орудие было выведено из строя.
Данные о попаданиях до этого момента в «Куин Мэри» не точны, но, по всей видимости, было около четырёх попаданий с «Зейдлица», самым существенным из которых было попадание в район носовой батареи 102-мм орудий, приведшее к возгоранию части боезапаса.
В 16:17 «Принцесс Ройал» заволокло дымом, после чего «Дерфлингер» перенёс огонь на «Куин Мэри». Сосредоточенный огонь «Зейдлица» и «Дерфлингера» с дистанции около 13 200—13 400 м стал губительным для британского крейсера. Точную картину восстановить невозможно, но, предположительно, произошло следующее. В 16:21 305-мм снаряд с «Дерфлингера» попал в башню «Q», вывел из строя правое орудие и привёл к возгоранию расположенных в боевом отделении зарядов пороха. В 16:26 залп лёг в район носовых башен, пробив барбет башни «B». Произошёл взрыв боезапаса, разорвавший корабль надвое в районе фок-мачты (по другой версии, взрыв боезапаса башни «B» произошёл из-за продолжающегося пожара в зарядном отделении 102-мм орудий, перекинувшегося на погреба 343-мм орудий). Облако дыма и огня поднялось на высоту 1800 м. Носовая часть затонула практически мгновенно, кормовая часть начала погружаться, обнажив винты. В этот момент произошло ещё одно попадание в район башни «Q», что привело к взрыву погребов. Корабль окончательно скрылся в дыму.
Шедший в кильватере «Тайгер» не успел увернуться и прошёл сквозь облако дыма. Его палубу и надстройки засыпало обломками, а «Куин Мэри» уже не было видно. Британский линейный крейсер затонул в течение нескольких минут. Из его экипажа 17 человек поднял из воды эсминец «Лорел», ещё одного — эсминец «Петард». Двух человек из воды позже подобрал германский миноносец G8. Вместе с крейсером погибли 1266 человек экипажа, в том числе 57 офицеров.
В 2006 году, в канун празднования 90-летия Ютландского сражения, обломки всех 14 потерянных во время сражения британских кораблей, включая «Куин Мэри», были приравнены к воинским захоронениям, и на них было распространено действие Акта 1986 года «О защите воинских останков» (англ. Protection of Military Remains Act 1986). Обломки корабля можно осматривать, но нельзя их трогать.

## Оценка проекта
Все британские крейсера с 343-мм орудиями обладали сходными характеристиками и общими преимуществами и недостатками. В «Куин Мэри», как и во всех британских линейных крейсерах, преобладала крейсерская составляющая. Созданный согласно концепции лорда Фишера «скорость — лучшая защита», крейсер обладал высокой скоростью и сильным вооружением из 343-мм орудий. Обладая, помимо большой скорости и сильного вооружения, хорошей мореходностью, эти крейсера предназначались в основном для разведки, борьбы с лёгкими силами и рейдерами противника. В бою основных сил их роль должна была ограничиваться ролью быстроходного крыла — охват головы противника и добивание отставших кораблей, при минимальном времени огневого контакта с равным противником.
По сравнению с 305-мм орудийными крейсерами типов «Инвинсибл» и «Индефатигебл», 343-мм орудийные крейсера имели значительно лучшую защищённость. Большая часть корпуса была защищена от 280-мм снарядов. Поэтому, в сравнении с современными им германскими линейными крейсерами типа «Мольтке» и «Зейдлиц», несмотря на их несколько лучшее бронирование, британские крейсера обладали неоспоримым преимуществом. Бой у Доггер-банки и Ютландское сражение показали, что «кошки адмирала Фишера», обладая преимуществом в скорости, могли навязать более медленному противнику бой на выгодной дистанции, а при неблагоприятной ситуации оторваться от противника.
| Характеристики артиллерии главного калибра, принятой на вооружение в 1910—1913 годах | Характеристики артиллерии главного калибра, принятой на вооружение в 1910—1913 годах | Характеристики артиллерии главного калибра, принятой на вооружение в 1910—1913 годах | Характеристики артиллерии главного калибра, принятой на вооружение в 1910—1913 годах | Характеристики артиллерии главного калибра, принятой на вооружение в 1910—1913 годах |
| Орудие                                                                               | 13.5″/45 Mark V                                                                      | 28 cm/50 SK L/50                                                                     | 30,5 cm/50 SK L/50                                                                   | 36 см/45 Тип 41                                                                      |
| ------------------------------------------------------------------------------------ | ------------------------------------------------------------------------------------ | ------------------------------------------------------------------------------------ | ------------------------------------------------------------------------------------ | ------------------------------------------------------------------------------------ |
| Калибр, мм                                                                           | 343                                                                                  | 280                                                                                  | 305                                                                                  | 356                                                                                  |
| Длина ствола, калибров                                                               | 45                                                                                   | 46,8 (50)                                                                            | 47,4 (50)                                                                            | 45                                                                                   |
| Носители                                                                             | «Куин Мэри»                                                                          | «Мольтке» «Зейдлиц»                                                                  | «Дерфлингер»                                                                         | «Конго»                                                                              |
| Год принятия на вооружение                                                           | 1912                                                                                 | 1911                                                                                 | 1911                                                                                 | 1913?                                                                                |
| Масса бронебойного снаряда, кг                                                       | 635                                                                                  | 302                                                                                  | 405,5                                                                                | 673,5                                                                                |
| Начальная скорость, м/с                                                              | 759                                                                                  | 880                                                                                  | 855                                                                                  | 770                                                                                  |
| Дульная энергия, МДж                                                                 | 365,81                                                                               | 233,87                                                                               | 296,43                                                                               | 399                                                                                  |
| Скорострельность, выстрелов в минуту                                                 | 1,5—2                                                                                | 3                                                                                    | 2—3                                                                                  | 2                                                                                    |
| Максимальная дальность стрельбы, м (при угле возвышения орудия)                      | 21 710 (20°)                                                                         | 18 100 (13,5°)                                                                       | 16 200—18 000 (13,5°) 20 400 (16°)                                                   | 25 000 (20°)                                                                         |
| Тип скрепления ствола                                                                | проволокой                                                                           | цилиндрами                                                                           | цилиндрами                                                                           | проволокой                                                                           |
| Тип затвора                                                                          | поршневой                                                                            | клиновой                                                                             | клиновой                                                                             | поршневой                                                                            |
| Бронепробиваемость (по крупповской сталеникелевой броне), мм                         |                                                                                      |                                                                                      |                                                                                      |                                                                                      |
| 25 каб. (4630 м)                                                                     | 505                                                                                  |                                                                                      | 490                                                                                  |                                                                                      |
| 50 каб. (9260 м)                                                                     | 398                                                                                  |                                                                                      | 358                                                                                  |                                                                                      |
| 75 каб. (13 890 м)                                                                   | 307                                                                                  |                                                                                      | 268                                                                                  |                                                                                      |
| 100 каб. (18 520 м)                                                                  | 247                                                                                  |                                                                                      | 202                                                                                  |                                                                                      |

Однако ответом на второе поколение британских крейсеров стали три германских линейных крейсера типа «Дерфлингер». Германские линейные крейсера, из-за численного отставания флота Германии от флота Великобритании, специально проектировались, в том числе для участия в бою главных сил. «Дерфлингер», вступивший в строй на год позже «Куин Мэри», был вооружён 305-мм орудиями и при этом очень хорошо защищён. Его 300-мм главный броневой пояс по толщине был таким же, как у современных ему британских линкоров типов «Орион» и «Кинг Джордж V», и не шёл ни в какое сравнение с 229-мм поясом «Куин Мэри». А 305-мм орудия, несмотря на меньший по сравнению с британскими крейсерами калибр, обладали прекрасными баллистическими характеристиками. Учитывая лучшее качество германских снарядов, немецкие инженеры достаточно обоснованно считали крейсер эквивалентом 343-мм британского. При этом он имел практически ту же скорость, что и британские линейные крейсера, и концепция Фишера в его отношении уже не срабатывала. Преимущество в бою «Дерфлингера» характеризует то обстоятельство, что он мог пробить самую толстую броню британского крейсера с расстояния в 11 700 метров, а британскому крейсеру для этого нужно было подойти на расстояние в 7800 метров. Кроме прекрасно организованной борьбы за живучесть корабля, германский крейсер также отличала хорошая подводная защита. Вдоль броневого пояса у него шла противоторпедная бронированная переборка толщиной 50 мм. У «Куин Мэри» же в подводной части были лишь броневые экраны в районе погребов боезапаса. Поэтому всеми специалистами признаётся, что германские крейсера типа «Дерфлингер» были более сбалансированными и лучше приспособленными для ведения линейного боя.
Ещё одним развитием «Лайона» стали японские крейсера типа «Конго». Проект и первый крейсер в серии из четырёх кораблей были созданы британской компанией «Виккерс». Все технологии и чертежи были переданы Японии, и по ним были построены ещё три корабля. Проект японского крейсера несущественно отличался от своего прототипа. Крейсера изначально предназначались для боёв на больших дистанциях. Японские крейсера были оснащены более мощными 356-мм орудиями, имевшими загоризонтную дальность. К тому же они были расположены более рационально. Между третьей и четвёртой башнями была убрана кормовая надстройка, что увеличило сектора обстрела. Противоминная артиллерия состояла из более мощных 152-мм орудий.
Вместе с тем следует отметить, что и британцы, и немцы ошиблись в своих довоенных предположениях о дистанциях ведения артиллерийского боя. В бою на дистанциях свыше 100 каб. бо́льшую роль играла горизонтальная защита, которая и у «Дерфлингера», и у «Куин Мэри» была недостаточной. Также из-за увеличившихся дистанций боя фактическим балластом оказались торпедные аппараты — несмотря на большое внимание, уделявшееся этому виду оружия до войны, во время боевых действий ни линейным крейсерам, ни линкорам так ни разу и не удалось попасть торпедой в противника. Анализируя обстоятельства гибели «Куин Мэри», многие специалисты также приходят к выводу о том, что основными причинами её гибели стала не столько слабая защищённость башен главного калибра (в Ютландском сражении германские линейные крейсера «Лютцов», «Дерфлингер» и «Зейдлиц» также получали пробития башен и барбетов с возгоранием зарядов пороха внутри башен), сколько плохо организованная борьба за живучесть (в сходной ситуации при возгорании зарядов экипажу «Лайона» удалось затопить погреба и предотвратить взрыв), отсутствие противопожарных заслонок и взрывоопасность основного метательного вещества — кордита. В дополнение к этому немцы учли опыт возгорания зарядов в кормовых башнях «Зейдлица» в бою у Доггер-банки и предприняли меры для снижения возможности подобного возгорания, включая противопожарные заслонки и уменьшение количества зарядов, находящихся в боевом отделении башни. Британцы же после Доггер-банки, неудовлетворённые скорострельностью орудий главного калибра, напротив, решили увеличить количество зарядов, подготовленных к выстрелу и находящихся в боевом отделении.
|                                | «Куин Мэри»                           | «Кинг Джордж V»                       | «Зейдлиц»                              | «Дерфлингер»                          | «Кайзер»                              | «Конго»                               |
| ------------------------------ | ------------------------------------- | ------------------------------------- | -------------------------------------- | ------------------------------------- | ------------------------------------- | ------------------------------------- |
| Тип                            | линейный крейсер                      | линкор                                | линейный крейсер                       | линейный крейсер                      | линкор                                | линейный крейсер                      |
| Год закладки                   | 1911                                  | 1911                                  | 1911                                   | 1912                                  | 1909                                  | 1911                                  |
| Год ввода в строй              | 1913                                  | 1912                                  | 1913                                   | 1914                                  | 1912                                  | 1913                                  |
| Размерения                     | 214,4×27,1×8,5                        | 182,1×27,1×8,7                        | 200×28,5×9,09                          | 210×29×9,2                            | 172,4×29,0×8,3                        | 214,5×28×8,4                          |
| Водоизмещение нормальное, т    | 27 200                                | 23 368                                | 24 988                                 | 26 600                                | 24 724                                | 27 940                                |
| Полное, т                      | 32 160                                | 26 112                                | 28 550                                 | 31 200                                | 27 000                                | 32 715                                |
| Тип СУ                         | ПТ                                    | ПТ                                    | ПТ                                     | ПТ                                    | ПТ                                    | ПТ                                    |
| Мощность, л. с.                | 75 000                                | 31 000                                | 63 000                                 | 63 000                                | 28 000                                | 64 000                                |
| Проектная скорость, уз.        | 27,5                                  | 21,7                                  | 26,5                                   | 26,5                                  | 21                                    | 27,5                                  |
| Максимальная, уз.              | 28,12                                 | 22,1—22,4                             | 28,1                                   | 25,5                                  | 21,7—23,1                             | 27,54                                 |
| Дальность, миль (на ходу, уз.) | 4970 (17,4) 5610 (10)                 | 4060 (18,15) 6730 (10)                | 4200 (14)                              | 5600 (14)                             | 7900 (12)                             | 8000 (10)                             |
| Бронирование, мм               |                                       |                                       |                                        |                                       |                                       |                                       |
| Пояс                           | 229                                   | 305                                   | 300                                    | 300                                   | 350                                   | 203                                   |
| Палуба                         | 63                                    | 45—102                                | 50—80                                  | 50—80                                 | 60—100                                | 41—57                                 |
| Башни                          | 229                                   | 279                                   | 250                                    | 270                                   | 300                                   | 229                                   |
| Барбеты                        | 229                                   | 254                                   | 230                                    | 260                                   | 300                                   | 254                                   |
| Рубка                          | 254                                   | 279                                   | 300                                    | 300                                   | 350                                   | 254                                   |
| Схема размещения вооружения    |                                       |                                       |                                        |                                       |                                       |                                       |
| Вооружение                     | 4×2×343-мм/45 16×1×102/50 4×1×47 4 ТА | 5×2×343-мм/45 16×1×102/50 4×1×47 3 ТА | 5×2×280-мм/50 12×1×150/45 12×1×88 4 ТА | 4×2×305-мм/50 14×1×150/45 8×1×88 4 ТА | 5×2×305-мм/50 14×1×150/45 8×1×88 5 ТА | 4×2×356-мм/45 16×1×152/50 8×1×76 8 ТА |